# Römertopf

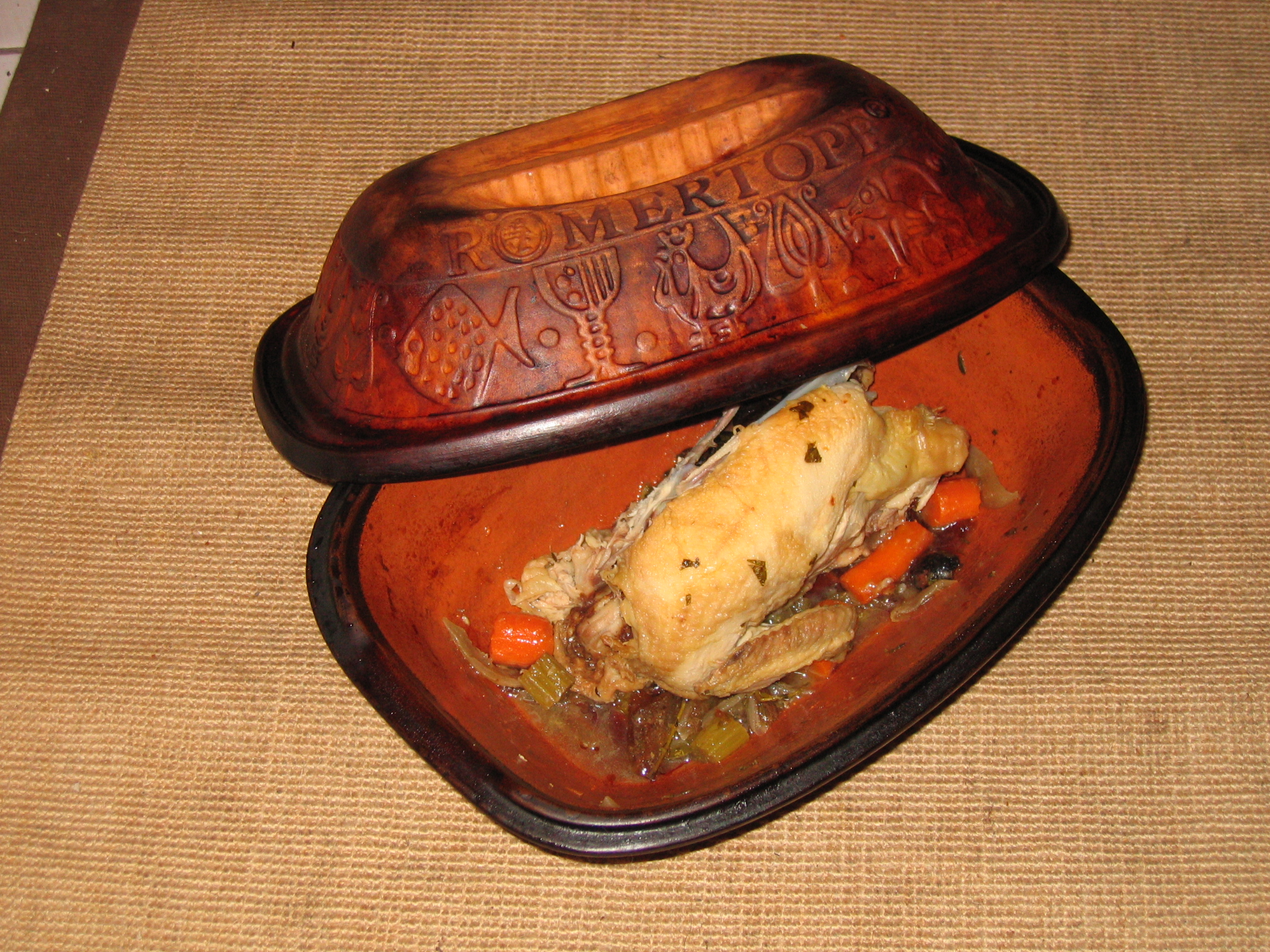
Römertopf mit einem tranchierten Huhn

Ein Römertopf ist ein 1967 in Deutschland von der Eduard Bay GmbH eingeführter ovaler Topf aus Ton mit Deckel, der zum Garen von Speisen im Backofen benutzt wird. Er wurde in den 1970er Jahren populär und in mehrere Länder exportiert. Die als Gattungsname verwendete Bezeichnung ist seit 1997 eine eingetragene Marke des Herstellers Römertopf Keramik in Ransbach-Baumbach. Seit Juni 2023 ist der Hersteller in der Insolvenz. Bei der Gläubigerversammlung der Römertopf-Gruppe im November 2023 bekam der strategische Investor POS Handels GmbH, Hamm den Zuschlag, der die Markenrechte kaufte. Die historischen Produktionsmaschinen und ein Großteil der Mitarbeiter wurden von der m&r Manufaktur GmbH aus Ransbach-Baumbach übernommen, die die Produktion am Standort Deutschland unter neuem Markennamen fortführt.

## Geschichte
Der Zierkeramikhersteller Eduard Bay aus Ransbach im Kannenbäckerland stellte den Römertopf auf der Hannover-Messe 1967 erstmals vor. Die Idee war von einer Italienreise inspiriert, die Form des Topfs 1966 von Bays Schwiegersohn Franz Peter Münch gestaltet worden. Der Name „Römertopf“ wurde als Markenzeichen eingetragen und bezieht sich auf die Verwendung von Keramik in der Küche im Alten Rom. Der Römertopf wurde in der Bundesrepublik im Zusammenhang mit dem Aufstieg gesundheitsbewusster Ernährung in den 1970er Jahren populär. Bis 1975 wurden 10 Millionen Stück verkauft. Für den Topf erschienen zahlreiche Kochbücher mit Rezepten. Das Buch Braten und Schmoren im Römertopf von Eva Exner (1970) verkaufte sich bis 1971 1,4 Millionen Mal und gilt als einer der ersten Taschenbuch-Bestseller der Bundesrepublik. Es gab mehrere Nachahmerprodukte, etwa der auch in den USA vertriebene „Schlemmertopf“. In den USA galt der Römertopf aufgrund seiner mangelnden Eignung für die dortige Küche als wirtschaftlicher Misserfolg. In der DDR war er ein beliebtes Mitbringsel für Verwandte. In den 1990er Jahren ging die Nachfrage zurück, als andere Gartechniken beliebt wurden, etwa der Wok. 1997 übernahm die Firma Römertopf Keramik die Markenrechte. Seit den 2010er Jahren wurde der Römertopf wieder beliebter. Im Jahr 2011 gab der Hersteller eine jährliche Produktionszahl von 400.000 Römertöpfen an. Rund 40 % habe man ins Ausland exportiert.
Die Produktion des Unternehmens, das 44 Mitarbeiter in Ransbach hatte, sollte nach Eröffnung des Insolvenzverfahrens im Juni 2023 noch drei Monate weitergeführt werden. Im November 2023 wurde einem der zwei potentiellen Investoren der Zuschlag erteilt. Die bisherige Produktion soll an anderen Standorten, aber weiterhin im Westerwald durch Dienstleister erfolgen. Neu entwickelte Produkte sollen in Westeuropa produziert werden.

## Gartechnik
Der Römertopf, der vor der Benutzung im Ofen gewässert wird, gart die Speisen durch den aus dem Ton abgesonderten Dampf. Die Gartechnik wurde als „Dunstgaren“ oder „Tossieren“ beworben, bei dem der Topfboden nicht heißer als 100 Grad werde. Geworben wurde außerdem mit dem Slogan „Garzeit ist Freizeit“. Die Gartechnik wurde als Methode für fettarmes Kochen beworben. Der Römertopf kann außerdem zum Backen und Aufbewahren von Brot verwendet werden.

## Modelle und Material
Seit den 1960er Jahren waren verschiedene Varianten erhältlich. Das bekannteste Modell mit Griff im Deckel trug die Bezeichnung Römertopf Nr. 111. Er wird heute unter der Modellbezeichnung Römertopf Klassiker vertrieben. Auf dem Rand des Deckels sind verschiedene Symbole abgebildet, etwa ein Fisch, ein Weinglas und ein Hahn. Auf den aktuell erhältlichen Modellen ist der Deckel mit anderen Symbolen gestaltet, etwa Säulen und Figuren. Es werden auch andere Formen hergestellt, etwa ein Bananenbräter für gebackene Bananen. Der Römertopf besteht aus Tongut (Irdenware) und wird bei einer Temperatur von über 1000 Grad gebrannt. Das klassische Modell aus hellrötlichem Scherben ist naturbelassen, der Untertopf neuerer Modelle hat innen eine Glasur. Im Gegensatz zu einem Bräter oder einer Kokotte, die aus Metall hergestellt werden, hat der Römertopf keine Henkel. Er kann alternativ zu einem Güveç-Topf verwendet werden.

## In der Kultur
Der tschechische Dissident und spätere Präsident Václav Havel verwendete in den 1970er-Jahren einen Römertopf. Im surrealistischen Film Sommer der Liebe (1992) von Wenzel Storch wird die Hauptfigur Oleander (Jürgen Höhne) in einem überlebensgroßen Römertopf begraben und dafür zurechtgesägt. 2002 kochte der deutsche Aktionskünstler Christoph Schlingensief in der Sendung alfredissimo! von Alfred Biolek einen Putenrollbraten im Römertopf. Bevor er den Topf in den Ofen schob, versteckte er darin eine leere Patronenhülse mit dem Kommentar „Nicht nur das Auge isst mit, sondern auch das Gerücht“. Er verwendete den Römertopf später in weiteren Kunstaktionen, etwa 2005 in seiner Performance Fick Collection und bei seiner Antrittsvorlesung an der Hochschule für Bildende Künste Braunschweig 2006. Im Film Germanikus (2004) mit Gerhard Polt wird eine satirische Geschichte des Römischen Reichs mithilfe eines Römertopfs erzählt.